# J:Морс
«J:МОРС» — белорусская рок-группа, основанная в 1999 году в Минске Владимиром Пугачем и Артёмом Ледовским.
Дискография группы насчитывает 8 студийных альбомов, 2 концертных альбома, 2 сингла и несколько сборников.

## История

### Предыстория группы
Изначально группа называлась «No Logo». Это был дуэт студентов-юристов Владимира Пугача и Артёма Ледовского. В 1999 году к ним присоединился гитарист Роман Орлов, который предложил сменить название. В результате было выбрано слово «морс», к которому добавили букву «J». Существует версия, что название группы связано с именем гитариста группы Deep Purple Стивом Дж. Морсом.

### 2001—2004
В 1999 году вышел альбом «Ассорти», стиль которого был определён как «кабацкий кантри-ритм-н-блюз». Вскоре после этого вместе с бывшим клавишником «Машины времени» Петром Подгородецким был записан неизданный концертный альбом «Кошачьи души» (2000). В 2001 году, когда уже была практически завершена работа над вторым студийным альбомом «L.S.D. или чай?», из-за жизненных обстоятельств группу покинул Артём Ледовский. Без малого год музыканты ничего не делали, но летом 2002 года после отдыха они решили вновь собраться вместе (постоянными участниками на тот момент были Владимир Пугач и Роман Орлов). Результатом стали песни «Web-дизайн» и «Смотри», которые через неделю после записи появились в эфире. В ноябре 2002 на West Records вышел макси-сингл «Web-дизайн». Изначально диск продавался не очень хорошо, но весной 2003 резко вырос интерес радиостанций к белорусской музыке. В результате «J:Морс» стали чуть ли не самой популярной в FM-эфире белорусской группой, поскольку в горячую ротацию практически на всех станциях попало сразу несколько песен, среди которых был и «Web-дизайн» в различных версиях, ставший главным хитом коллектива. FM-эфир завоевывали новые хиты. Сначала «Монтевидео», затем «Альбион». Альбом Montevideo вышел в начале марта 2004 года на West Records. Альбом стал лидером продаж среди белорусских исполнителей, а спустя год продавался даже лучше, чем сразу после выхода. В декабре 2004 года «J:Mopc» издали первый в Белоруссии интернет-сингл «100 дорог», презентация которого прошла в клубе «Реактор».

### 2005—2007
В апреле 2005 года состоялся аншлаговый сольный концерт с программой «Апрель» в концертном зале «Минск», альбом «Апрель» находился среди лидеров продаж среди белорусских исполнителей по итогам 2005 года, было попадание в первую десятку на всех трёх прошедших «Песнях года 2005». В октябре 2005 года группа выпустила сборник «Мое Солнце: Правдивая история 2000—2005» и отправилась в тур по Беларуси. Тур начался в середине октября с аншлагового концерта в столичном концертном зале «Минск» и завершился в конце ноября также в Минске дополнительным клубным концертом. В ходе гастролей музыканты посетили восемь белорусских городов. В ноябре «J:Морс» получили премию «Прорыв года» на первой интерактивной белорусской музыкальной премии «Телепортация», учрежденной телеканалом «Первый музыкальный». В конце февраля на «Рок-коронации 2005» «J:Морс» победили в главной номинации — «Группа года». {{нет АИ 2|Весной 2006 года при участии российского саунд-продюсера Олега Чубыкина была записана новая версия песни «Принцесса», получившая название «Принцесса 2006». 22 августа 2006 года на сайте single.jmors.by был предоставлен доступ для скачивания интернет-сингла «Не умирай». Помимо оригинальной версии заглавной композиции он включал ремикс на неё, а также концертную версию «Паветра» (бел. Ветер). За первый месяц после выхода интернет-сингла «Не умирай» его заглавную песню скачало более 7 тысяч человек, а суммарный объём скачанных музыкальных файлов всего интернет-сингла за это время составил более 70 Гб. Альбом «Босиком по мостовой», работа над которым длилась около года, появился в продаже 31 октября 2006 года. В него вошло 10 композиций, а также скрытый бонус-трек. В первой половине декабря стало известно, что за месяц с небольшим альбом «Босиком по мостовой» разошёлся таким же тиражом, как предыдущий диск «Апрель» (главный белорусский бестселлер 2005 года) за весь 2005 год.
14 февраля 2007 года состоялось аншлаговое сольное выступление группы «J:Морс» в клубе «Реактор» с программой лучших песен «Ледоколы». Результатом стал одноименный ТВ-концерт, который был показан 8 марта на канале «СТВ». В конце марта группа стала лауреатом белорусской радиопремии «Золотое ухо». В середине апреля 2007 на радиостанциях появилась песня «Ледоколы» — четвёртый по счету радиосингл из альбома «Босиком по мостовой». Она же дала название вышедшему в конце месяца концертному CD/DVD «Ледоколы Live», который был записан во время выступления в клубе «Реактор». Примерно тогда же появился клип на «живую» версию песни «Ледоколы», смонтированный режиссёром Максом Сирым из концертного материала и хроники первых полётов человека на самолётах. Летом и осенью 2007 года группа дала 10 концертов на открытых площадках в крупнейших городах Беларуси в рамках фестивалей «Рок за Бобров» (Бобруйск), «Estrella Star Show» (Минск), «Все на velcom» (Гродно, Брест, Новогрудок, Слуцк, Бобруйск, Полоцк, Витебск, Гомель). Параллельно велась работа над первым в истории коллектива полностью белорусскоязычным альбомом. В августе группу покинул Михаил Пендо. Его заменил Алексей Хайчук (род. 21 ноября 1984 года), победитель республиканского конкурса ударников «Барабанны біт» (бел. Барабанный бит). Двадцатого сентября на церемонии вручения наград телеканала «MTV Беларусь» группа «J:Морс» победила в номинации «Лучшая рок-группа». Там же была представлена песня «Беларускае золата» (бел. Белорусское золото), которая в середине октября стала первым радиосинглом к будущему белорусскоязычному альбому. Семнадцатого октября был выпущен интернет-сингл «Беларускае золата», который помимо студийной версии включал также концертную версию песни, записанную в сентябре на выступлении в Витебске. В ноябре-декабре песня была в лидерах хит-парада «Альфа-радио». Белорусскоязычный альбом «Адлегласць» вышел 20 ноября 2007 года. В него вошло 11 песен, среди которых 6 новых песен, две белорусские версии известных русскоязычных композиций («Маё сонца», «Глядзі» (бел. «Моё солнце», «Смотри»)) и 3 лучшие записи из альбомов («Так-цік-так», «Жыві», «Паветра» (бел. «Так-тик-так», «Живи», «Ветер»)). Одновременно с выходом альбома публике был представлен первый в Беларуси эксклюзивный iPod, оформленный в стиле «J:морс» «Адлегласць» и содержавший все материалы диска. Концертная презентация альбома состоялась 2 декабря в минском West World Club.

### 2008—2012
В конце февраля 2008 года с аншлагового концерта в Бресте стартовал тур по Беларуси с программой «Адлегласць. Вялікі канцэрт». Тур завершился в мае концертом в московском клубе «Jazz Town». В середине марта состоялась премьера клипа «Адлегласць», созданного режиссёром Юлией Гележюнас на основе любительских съемок концертной и закулисной жизни, сделанных музыкантами и персоналом коллектива в последние несколько лет. Также были использованы фрагменты фильма «Адлегласць: Падарожжа па Беларусі». В июне группа стала инициатором благотворительной акции «Сэрца Жыве» (бел. Сердце живёт), проведённой совместно с газетой «Комсомольская правда в Беларуси». В её рамках все лето известные белорусские музыканты выкладывали для бесплатного скачивания свои новые записи, чтобы помочь собрать деньги на операцию по пересадке сердца для 23-летнего Миши Ларина. Группа «J: морс» выложила новую песню «Адліга» (бел. Оттепель), строчка из которой и дала название акции. В конце года акция продолжилась благотворительными аукционами, в рамках которых Владимир Пугач выставил на продажу свою акустическую гитару. В начале января 2009 года группу покинул гитарист и автор ряда песен Роман Орлов. Его заменил Павел Третяк (род. 1 мая 1974 года), сотрудничавший с группой в качестве студийного сессионного гитариста, начиная с альбома «Апрель» (2005). Девятого апреля вышел новый альбом «Аквамарин». В него вошло 11 композиций, а также 3 бонус-трека. В конце апреля был представлен видеоклип «Ватерлоо», снятый режиссёром Анатолием Вечером. 25 апреля в концертном зале «Минск» с аншлагом прошла концертная презентация альбома «Аквамарин». Также в апреле в поддержку альбома состоялись концерты в Гродно, Слониме, Гомеле. В сентябре был представлен анимационный видеоклип «Волки», снятый под руководством режиссёра Макса Сирого. Работа над ним велась около двух лет. В середине ноября — видеоклип на песню «Мы станем» (четвёртый радиосингл из альбома «Аквамарин»). Ролик был придуман и снят творческим тандемом Rocker Joker Production (Макс Сирый и Михей Носорогов). 5 марта 2010 года на CD и DVD издан концертный альбом «Концерт в театре», записанный на концерте в Театре имени Янки Купалы в Минске. 16 апреля вышел альбом-сборник лучших песен «Морсианские хроники 2000—2010».
17 ноября 2010 года вышел новый альбом «Электричество», который можно свободно скачать с интернет-страницы группы. Презентация этого альбома прошла 11 декабря в минском Дворце спорта. 13 февраля 2011 года в клубе «Реактор» прошёл праздничный концерт. Специально ко Дню святого Валентина группа презентовала новую программу под названием «Реальная любовь». 28 апреля группа представила клип на композицию «Много неба» — сингл из альбома «Электричество». Режиссёром видео выступили Максим Сирый и Михей Носорогов. 26 июля группа дала старт международному метео-культурному проекту «Атлас дождей». 28 сентября в Новополоцке группа J:Морс дала старт туру «Электрификация всей страны».

### С 2013
В январе 2015 года группа «J:морс» представила в Интернете видеоклип на новую песню «Некрай». До этого вышла композиция «Асфальт», выпущенная в октябре 2014 вместе с видео режиссёра Артёма Лобача. Ролик на песню «Не край» был снят в ноябре 2014 года на концерте, посвящённом 15-летию группы, где коллектив предстал перед публикой в обновлённом составе: Владимир Пугач (вокал, гитара), Сергей Щурко (гитара), Юрий Геращенко (клавишные), Валерий Дасюкевич (бас-гитара), Павел Мамонов (ударные), Владимир Позняк (бэк-вокал).
19 марта 2015 года группа презентовала сингл «Джульетта». Он стал третьим из будущего альбома.
5 октября 2015 года группа представила клип на заглавную песню нового альбома «Воздух».

## Состав[10]
Владимир Пугач — вокал, гитара
Владимир Пугач — вокалист, лидер группы, один из её основателей. Является автором абсолютного большинства песен. Также играет на гитаре.
Родился 18 апреля 1976 в Пинске. В 1993 году поступил в Европейский гуманитарный университет, в 1998 году окончил его по специальности международное право. До 2005 года был практикующим юристом. На сцене начал выступать в школе. В 1997 году вместе с другом и одноклассником Артёмом Ледовским создал дуэт «No Logo», в котором оба писали свои песни и поочередно выступали в роли вокалистов.
Сергей Щурко — гитара
Родился 02.09.1986 в Минске. С 1993 по 1998 год учился в г. Мюнхен (Германия). В 2010 году окончил «Институт современных знаний им. А. М. Широкова».
Юрий Геращенко — клавишные
С группой «J:Морс» начал сотрудничать в 2013 году. Родился 18.07.1976 в г. Минске. На пианино играл с детства. Окончил школу № 102 с музыкальным уклоном. C 1991 по 1995 учился в Минском музыкальном училище (на эстрадном отделении), а в 2000 году окончил Белорусский государственный университет культуры и искусств. Работал в ансамбле внутренних войск, молодежном театре эстрады, государственном объединении «Белконцерт», «Театре песни» Ирины Дорофеевой. Выступал вместе с ансамблем «Верасы», Ириной Дорофеевой, Анжеликой Агурбаш, Кириллом Слукой, Георгием Колдуном, Аней Шаркуновой, группами «By-effect», «Новые джазеры», «Hush», «Акцент», Львом Лещенко, Владимиром Чекасиным и сольно. Лучший клавишник фестиваля «Музыкальный спарринг-2».
Валерий Дасюкевич — бас-гитара
Родился 02.02.1982 г. в г. Сморгонь. Окончил музыкальную школу им. М. К. Огинского (1998) и Молодеченское музыкальное училище им. М. К. Огинского (2001) по классу контрабас. Прошел службу в ВС РБ в г. Воложин (2001—2003).
В 1996 году стал лауреатом республиканского конкурса им. М. К. Огинского «Новые имена» (контрабас).
Работал с такими коллективами как «Дрозды», «Без билета», «Крама», «У нескладовае», «Харли».
В группе J:Морс с октября 2014 года.
Владимир Позняк — бэк-вокал
С группой J:морс начал сотрудничать в декабре 2004 года и по сути сразу стал её постоянным участником.
Родился 30 июля 1975 в Витебске, чуть позже переехал в Минск. В 1995 году окончил Минское музыкальное училище по классу хорового дирижирования, в 2000 году окончил вокально-хоровой факультет Белорусской Академии Музыки. С середины 90-х был участником ряда профессиональных хоровых и вокальных коллективов, однако всегда стремился к рок-музыке.
Павел Мамонов — ударные
Родился 28.07.1987 в Магаданской области (Россия). В 2010 году окончил «Институт современных знаний им. А. М. Широкова» по классу ударных.
Бывшие
- Роман Орлов (экс. «Мантана») — гитара (2000—2009) (сын белорусского писателя Владимира Орлова)
- Михаил Пендо (экс. «Мантана») — барабаны (2004—2008)
- Алексей Хайчук — барабаны (2008—2010)
- Артём Ледовский — вокал (1999—2001)
- Денис Воронцов — клавиши (2003—2013)
- Алексей Зайцев — бас-гитара (2004—2013)
- Кирилл Шевандо — барабаны (2010—2013)
- Павел Третяк[бел.] (экс-«Мантана») — гитара (2009—2014)
- Алесь-Франтишек Мышкевич — бас-гитара (2013—2014)
- Сергей Подливахин — барабаны (2013—2014)

## Творчество

### Альбомы (все)
| Год  | Название             | Тип альбома                      |
| ---- | -------------------- | -------------------------------- |
| 2000 | Ассорти              | студийный № 1                    |
| 2001 | LSD или Чай?         | неизданный                       |
| 2002 | Web-дизайн           | макси-сингл                      |
| 2004 | Montevideo           | студийный № 2                    |
| 2004 | 100 Дорог            | интернет-сингл                   |
| 2005 | Апрель               | студийный № 3                    |
| 2005 | Мое Солнце           | сборник хитов и раритетов        |
| 2006 | Апрель               | переиздание 3-го                 |
| 2006 | Босиком по Мостовой  | студийный № 4                    |
| 2006 | Не умирай            | интернет-сингл                   |
| 2007 | Ледоколы LIVE        | концертный                       |
| 2007 | Беларускае золата    | сингл                            |
| 2007 | Адлегласць           | белорусскоязычный альбом         |
| 2009 | Аквамарин            | студийный № 5                    |
| 2010 | Концерт в театре     | концертный                       |
| 2010 | Морсианские Хроники  | сборник лучших песен 2000—2010   |
| 2010 | Электричество        | студийный № 6                    |
| 2014 | Фотаздымкi 2003—2014 | сборник ранее неизданных синглов |
| 2015 | Воздух               | студийный № 7                    |
| 2020 | Здравствуй,          | студийный № 8                    |

### Альбомы (студийные)
| Год  | Название            | Тип альбома      |
| ---- | ------------------- | ---------------- |
| 2000 | Ассорти             | студийный № 1    |
| 2004 | Montevideo          | студийный № 2    |
| 2005 | Апрель              | студийный № 3    |
| 2006 | Апрель              | переиздание 3-го |
| 2006 | Босиком по Мостовой | студийный № 4    |
| 2009 | Аквамарин           | студийный № 5    |
| 2010 | Электричество       | студийный № 6    |
| 2015 | Воздух              | студийный № 7    |
| 2020 | Здравствуй,         | студийный № 8    |

### Клипы
| Год  | Название                                | Режиссёр(ы)                |
| ---- | --------------------------------------- | -------------------------- |
| 2000 | «Октябрь»                               | И. Пинигин                 |
| 2003 | «Web-дизайн»                            | О. Клейменов, Н. Ботвинник |
| 2003 | «Монтевидео»                            | А. Вечер                   |
| 2004 | «Альбион»                               | А. Лескин                  |
| 2004 | «Так-Цік-Так»                           | В. Медведев, Е. Бартлова   |
| 2006 | «Принцесса»                             | М. Сирый                   |
| 2006 | «Мое солнце»                            | А. Вечер                   |
| 2006 | «Не Умирай»                             | Ю. Гележюнас               |
| 2007 | «Ледоколы»                              | М. Сирый                   |
| 2007 | «Адлегласць»                            | Ю. Гележюнас               |
| 2009 | «Ватерлоо»                              | А. Вечер                   |
| 2009 | «Волки»                                 | М. Сирый                   |
| 2009 | «Мы станем»                             | М. Сирый, Н. Носорогов     |
| 2010 | «Мамонов»                               | М. Сирый, Н. Носорогов     |
| 2011 | «Много Неба»                            | М. Сирый, Н. Носорогов     |
| 2011 | «Дождем»                                | Я. Карпов                  |
| 2014 | «Дождем» (OST "Белые росы. Возвращение) | А. Бутор                   |
| 2014 | «Асфальт»                               | А. Лобач                   |
| 2015 | «Не край»                               | М. Сирый                   |
| 2015 | «Воздух» (OST "Ро и Дж)                 | Е. Лыткин                  |
| 2016 | «Солярис»                               | М. Сабуров                 |
| 2016 | «Не мой дождь»                          | А. Гринько, М. Сирый       |
| 2016 | «Блізка»                                | А. Гринько, М. Сирый       |
| 2017 | «Гренландия» (mood video)               | Н. Ботвинник               |
| 2018 | «Крылы»                                 | М. Сирый                   |
| 2019 | «Нравится»                              | О. Бартлова                |
| 2019 | «Зима»                                  | М. Сирый                   |
| 2020 | «Земля»                                 | М. Сирый                   |
| 2020 | «Дыхаем зноў» (feat. Л. Вольскі)        | О. Бартлова                |
| 2020 | «Даруй»                                 | О. Бартлова                |
| 2021 | «1986»                                  | нет информации             |
| 2021 | «Бывай»                                 | М. Сирый, А. Алейников     |

### Ремикс-версии
| Год  | Название                                                                          |
| ---- | --------------------------------------------------------------------------------- |
| 2002 | «J:морс — Серая тень „Время года“ (Dj Boston Adult Contemporary Melancholic Mix)» |
| 2002 | «J:морс — Web-дизайн (Dj Evsey remix)»                                            |
| 2004 | «J:морс — Montevideo „Тишина на радарах“(Dj Boston remix)»                        |
| 2004 | «J:морс — Смотри „Psychedelic FM mix“(SJ Mr.Keks remix)»                          |
| 2004 | «J:морс — Альбион (Dj Boston Arctic sunshine mix)»                                |
| 2005 | «J:морс — Апрель „Шлю солнце тебе“(Dj Evsey remix)»                               |
| 2005 | «J:морс — Мое солнце (Dj Boston remix)»                                           |
| 2006 | «J:морс — Не умирай (Dark remix)»                                                 |
| 2006 | «J:морс — Принцесса (Dj Boston remix)»                                            |
| 2006 | «J:морс — Принцесса (Dj Evsey remix)»                                             |
| 2008 | «J:морс — Адлегласць „Город2“(CherryVata remix)»                                  |
| 2012 | «J:морс — Мамонов (Dj Boston remix)»                                              |

### Видео
- 2007 — Ледоколы Live[19]
- 2007 — Адлегласць: Падарожжа па Беларусi[20]
- 2010 — Концерт в театре[22]
- 2012 — Ангелы не спят[28]
- 2014 — Концерт в облаках[29]
- 2016 — Беларускае золата[30]

### Совместные проекты
- 2002 — Hardcorеманія: чаду! (песня «Прапанова»)
- 2002 — Viza Незалежнай Рэспублікі Мроя (кавер-версия песни «Катуй-ратуй»)
- 2003 — Наша музыка 1 (песня «Глядзі»)
- 2005 — Прэм’ер Тузін 2005[тарашк.] (песня «Так-цік-так»)
- 2015 — ANIMA (песня «Адліга»)[31]